# لیشنا (ناحیه پرروف)
لیشنا (به چکی: Líšná) یک منطقهٔ مسکونی در جمهوری چک است که در ناحیه پرروف واقع شده‌است. لیشنا ۳٫۷۳ کیلومتر مربع مساحت و ۲۵۲ نفر جمعیت دارد و ۲۳۷ متر بالاتر از سطح دریا واقع شده‌است.